# Franz Schelle
Franz Schelle (ur. 17 czerwca 1929 w Ohlstadt, zm. 23 stycznia 2017 tamże) – niemiecki bobsleista, pięciokrotny medalista mistrzostw świata.

## Kariera
Największy sukces w karierze Schelle osiągnął w 1962 roku, kiedy wspólnie z Josefem Sterffem, Ludwigiem Siebertem i Otto Göblem zwyciężył w czwórkach podczas mistrzostw świata w Garmisch-Partenkirchen. W tej samej konkurencji zdobył także srebro na mistrzostwach świata w Garmisch-Partenkirchen w 1958 roku oraz brązowe medale podczas mistrzostw świata w St. Moritz w 1955 roku i rozgrywanych cztery lata później mistrzostw świata w tej samej miejscowości. W 1960 roku w parze z Göblem zdobył także srebrny medal w dwójkach. W 1956 roku wystartował na igrzyskach olimpijskich w Cortinie d’Ampezzo, zajmując ósme miejsce w czwórkach. Brał także udział w igrzyskach w Innsbrucku w 1964 roku, gdzie rywalizację w tej konkurencji ukończył na piątej pozycji.